# Pathogenic Ocular Dissonance
Pathogenic Ocular Dissonance è il terzo album della christian metal band Tourniquet, pubblicato nel 1992.

## Tracce
1. Impending Embolism – 2:05
2. Pathogenic Ocular Dissonance – 4:26
3. Phantom Limb – 5:41
4. Ruminating Virulence – 5:31
5. Spectrophobic Dementia – 5:16
6. Gelatinous Tubercles of Purulent Ossification – 5:12
7. Incommensurate – 5:48
8. Exoskeletons – 3:55
9. Theodicy of Trial – 4:29
10. Descent into the Maelstrom – 1:32
11. En Hakkore – 3:38
12. The Skeezix Dilemma – 10:00
13. The Tempter (bonus track on Metal Blade issues) – 6:10

## Formazione
- Ted Kirkpatrick - batteria
- Guy Ritter - voce
- Gary Lenaire - chitarra, basso, voce
- Erik Mendez - chitarra
- Victor Macias - basso, voce